# Distinção analítico-sintética
Distinção analítico-sintética ou Distinção analítico/sintético em filosofia, é uma distinção conceitual desenvolvida por Immanuel Kant usada para distinguir proposições (em particular, declarações que são julgamentos sujeito-predicado afirmativas) em proposições analíticas e proposições sintéticas.

## História da noção de analítico
A discussão sobre o par conceptual analítico/sintético encontra-se prefigurada nas obras de Leibniz com a noção de “mundos possíveis”. Este par conceptual corresponde à diferença entre verdades de razão e verdades de facto. As verdades de razão são “verdades em qualquer mundo possível”, e portanto “necessárias”. As verdades de facto são verdades contingentes, e por conseguinte, não ocorrendo necessariamente noutro mundo possível.
Kant aplicou a distinção entre analítico e sintético aos juízos ou às formas de expressão predicativas (Sujeito e Predicado) em geral. Considerou analítico todo o acto predicativo em que o conceito de predicado está contido a priori no conceito do sujeito. Ora, verifica-se que a pressuposição de Kant, de que todas as frases eram do tipo Sujeito e Predicado, era deficiente. Isto levou filósofos posteriores a tentarem resolver estes problemas e a eliminar as deficiências kantianas.
O par analítico/sintético não deve ser confundido com o par a priori/a posteriori. O primeiro par é do domínio da lógica, ou da análise semântica da linguagem. São independentes do domínio empírico. O segundo par faz uma distinção epistemológica acerca de modos de conhecer. E ainda, não se deve fazer confusão com um terceiro par: necessário/contingente. Este par é acerca da distinção metafísica de modos de verdade. Se se concluir que todas as verdades analíticas são necessárias; e que todas as verdades sintéticas são contingentes, esta conclusão tem um carácter fundamental. 

## A importância da noção de analiticidade
Os empiristas, para conciliar as duas ideias aparentemente contraditórias – 1) que todo o conhecimento substancial deriva da experiência; 2) que o modo como conhecemos as verdades da lógica e da matemática é diferente do modo como conhecemos as verdades empíricas, e por conseguinte, de que existe conhecimento a priori – argumentam que todas as verdades a priori são analíticas.
Assim, sendo o conhecimento a priori, conhecimento de verdades analíticas, então o conhecimento a priori é um conhecimento linguístico. Mas ainda está por demonstrar que todas as verdades a priori sejam meras verdades analíticas.
Surgiram várias propostas para a definição de analiticidade. Actualmente há três definições importantes, usadas pelos empiristas, que se ligam ao conceito de a priori sem apelo à intuição racionalista. Esta é uma das questões em contenda entre empiristas e racionalistas. 

## Analiticidade Metafísica
Uma frase é uma verdade analítica se, e só se, a sua verdade depender unicamente do seu significado. Ora isto pode cair na trivialidade, pois qualquer frase tem de ter significado para se poder avaliar o valor de verdade. E o que a torna verdadeira é a sua confrontação com o mundo e não apenas com o seu significado.

## Analiticidade de Frege
Uma frase é uma verdade analítica se, e só se, for uma verdade lógica ou puder ser transformada numa verdade lógica pela substituição de um termo por outro sinónimo. Este tipo de analiticidade não consegue acomodar casos difíceis como a matemática. Hoje é consensual a posição que defende que não é possível reduzir a matemática à lógica. Além disso, é disputável a pressuposição de que as verdades lógicas são verdades analíticas.

## Analiticidade Epistemológica
Uma frase é uma verdade analítica se, e só se, a mera apreensão do seu significado for suficiente para nos justificar tomá-la como verdadeira. Esta parece ser a mais robusta, porque acomoda a nossa intuição. 